# Rhorus ferrugineus
Rhorus ferrugineus är en stekelart som beskrevs av Barron 1986. Rhorus ferrugineus ingår i släktet Rhorus och familjen brokparasitsteklar. Inga underarter finns listade i Catalogue of Life.